# Топчино (Днепропетровская область)
То́пчино (укр. Топчине) — село, Топчинский сельский совет, Магдалиновский район, Днепропетровская область, Украина.
Код КОАТУУ — 1222387001. Население по переписи 2001 года составляло 960 человек.
Является административным центром Топчинского сельского совета, в который, кроме того, входит село Тарасовка.

## Географическое положение
Село Топчино находится у истоков реки Прядовка, ниже по течению примыкает село Прядовка (Царичанский район). На реке сделано несколько запруд. Через село проходит автомобильная дорога Т-0413.

## История
- Село Топчино основано во второй половине XVIII века.

## Экономика
- «Топчино», сельскохозяйственный кооператив.

## Объекты социальной сферы
- Школа.
- Детский сад.
- Дом культуры.
- Фельдшерско-акушерский пункт.

## Достопримечательности

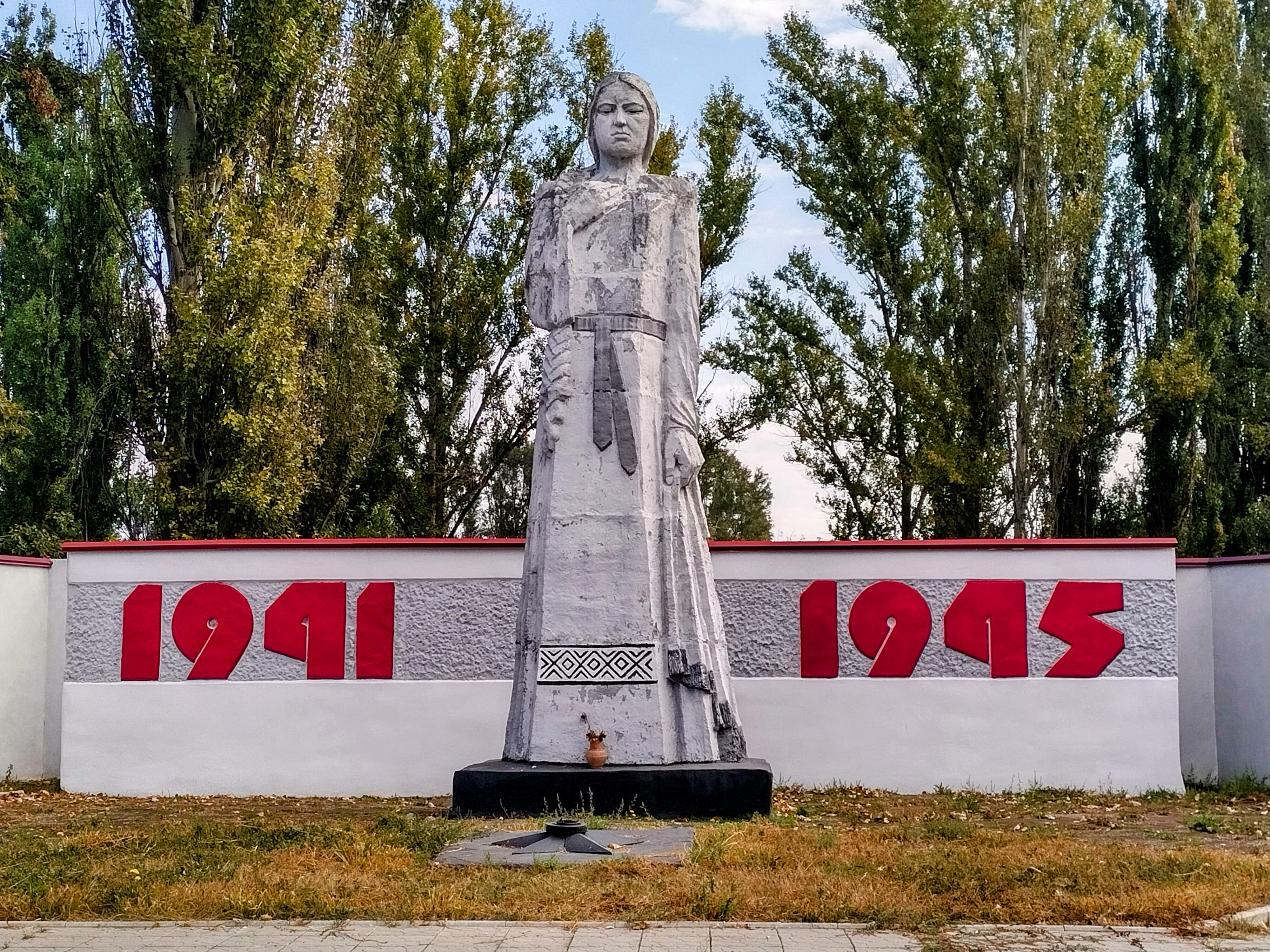
Памятник погибшим в Великой Отечественной войне 1941-1945 гг.

- Братская могила советских воинов.